# Papenstraße (Bremen)

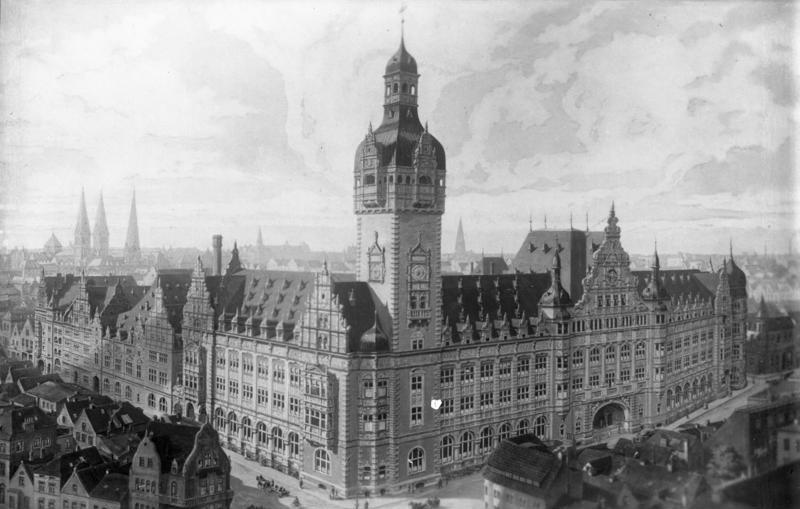
Lloydgebäude, 1932

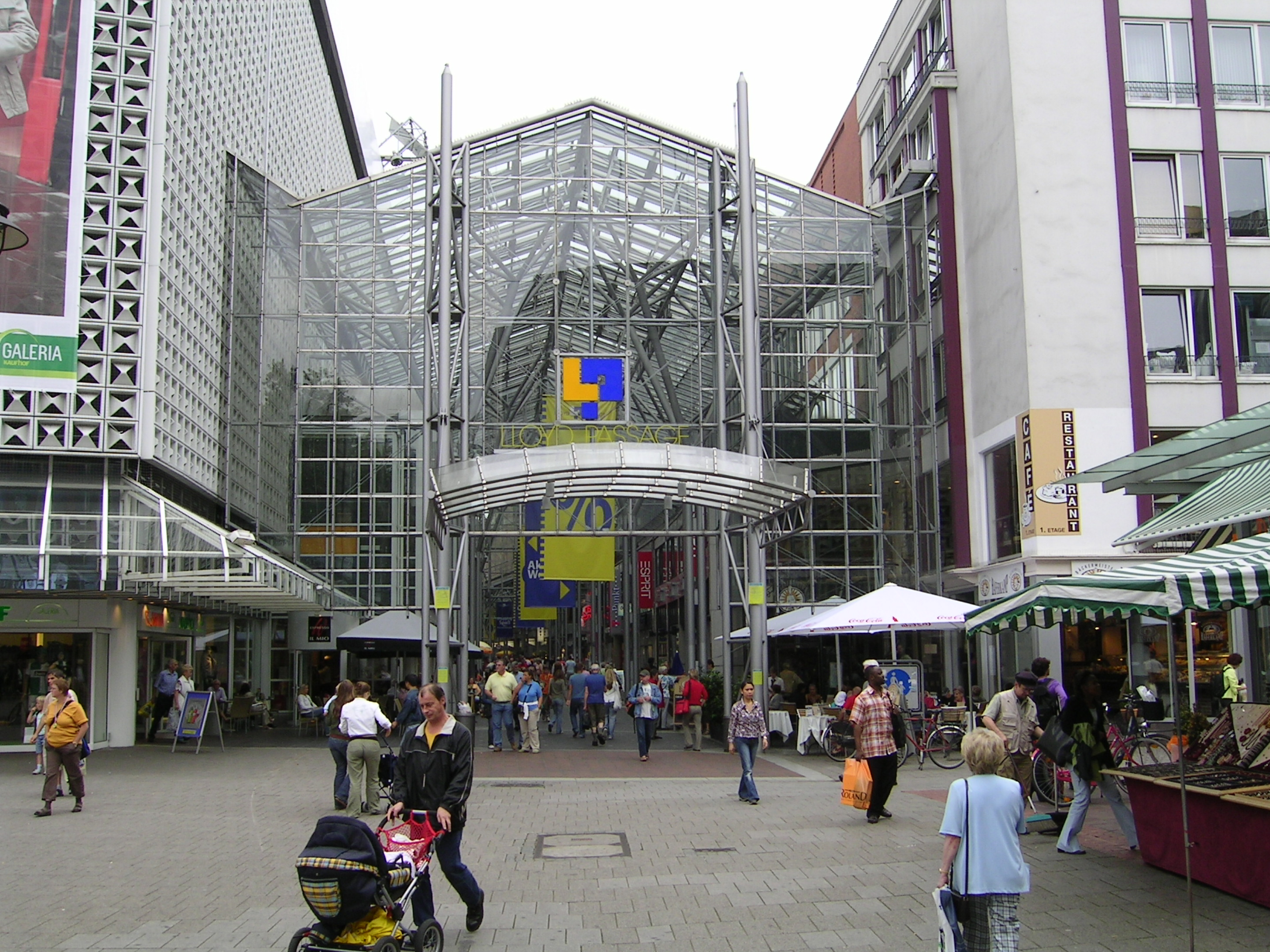
Lloyd-Passage

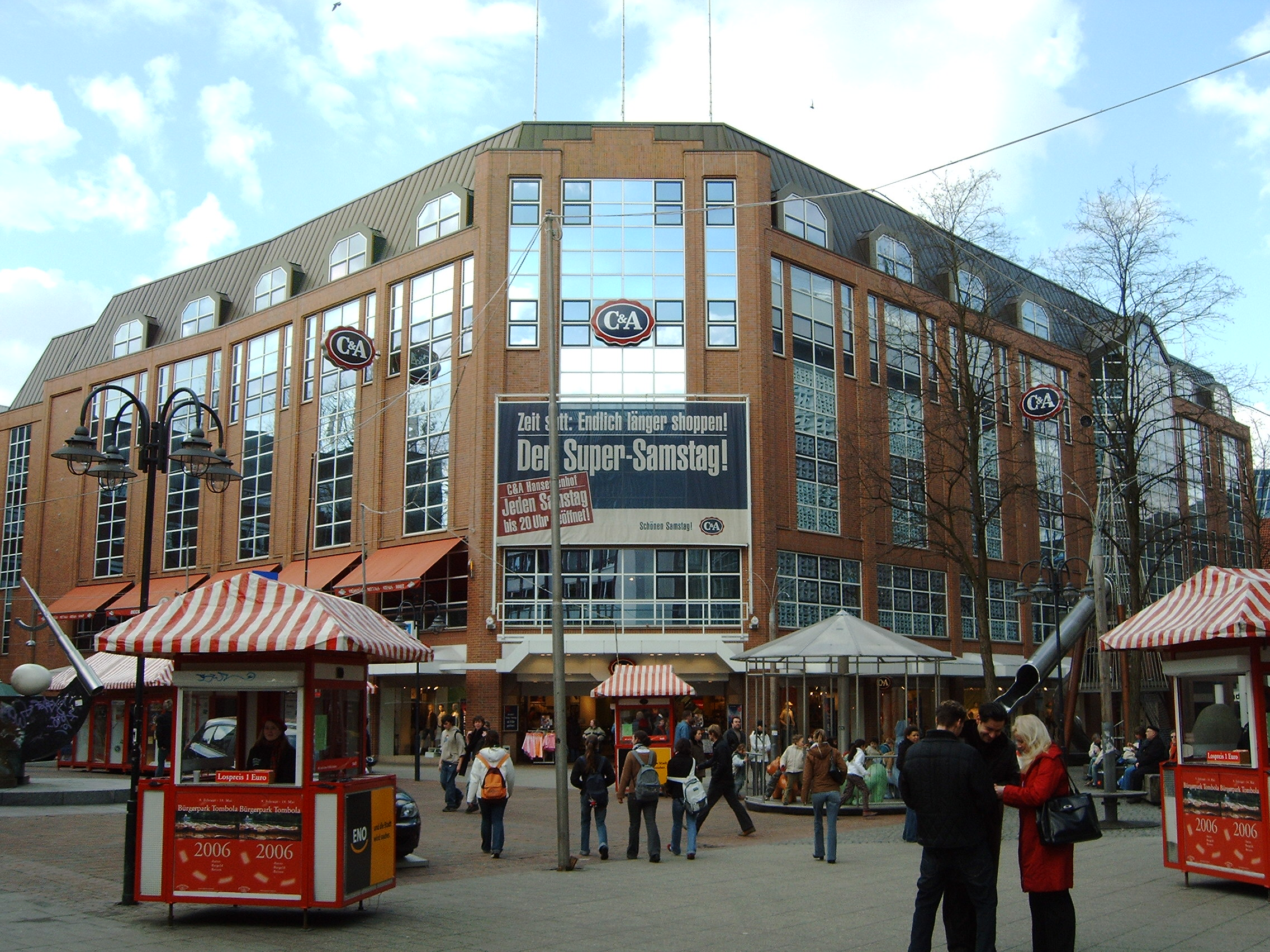
Westseite: Kaufhaus C&A

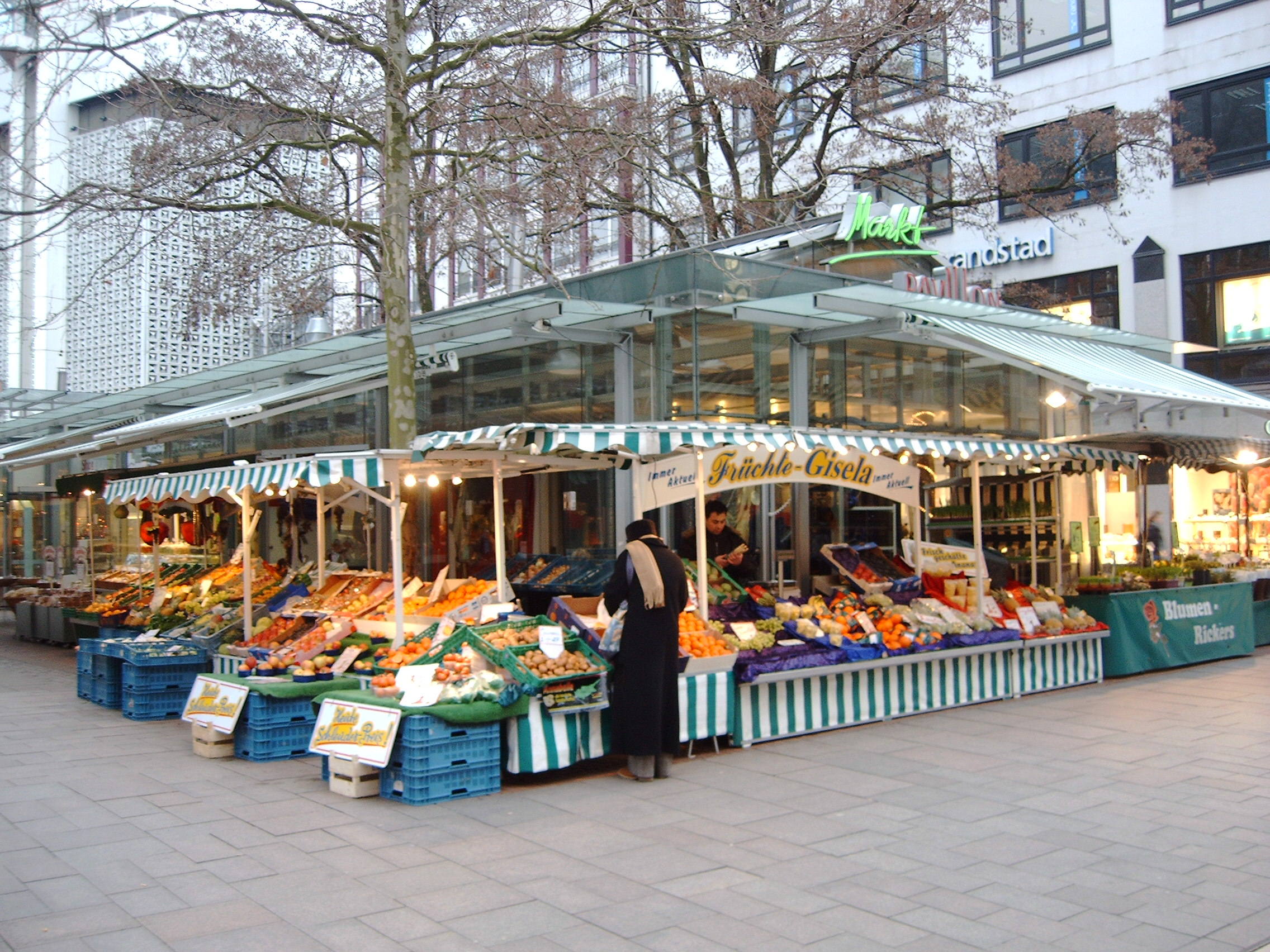
Mittige Markthalle

Die Papenstraße war ursprünglich eine zentrale, historische Erschließungsstraße in Bremen, Stadtteil Mitte, Ortsteil Altstadt, und ist heute eine Fußgängerzone. Sie führt in Süd-Nord-Richtung von der Obernstraße/Hutfilterstraße zur Straße Wegesende und Knochenhauerstraße.
Die Querstraßen und die Anschlussstraßen wurden benannt u. a. als Obernstraße nach ihrer Lage im höheren (overen = oberen) Bereich der Altstadt; Hutfilterstraße nach den Hutfilzern, also den Hutmachern, die Hüte aus Filz herstellten; Hanseatenhof nach der Hanse und den Hanseaten als frühere Oberschicht der Hansestädte; Lloyd-Passage; Wegesende, da der Weg im Mittelalter an der Stadtmauer endete; Knochenhauerstraße (1374 Knokenhowerstrate) nach den Fleischern.

## Geschichte

### Name
Die Papenstraße erhielt den Namen nach der niederdeutschen Bezeichnung für die Pfaffen, also Pfarrern oder Pastoren (lateinisch papa = Vater = Pastor).

### Entwicklung
Die mittelalterliche Kirche St. Ansgarii, seit 1229 in einem neuen Kirchspiel, hatte neben den drei anderen Kirchspielen in Bremen bis um 1848 eine große Bedeutung. An der Straße hatten die Pfarrer ihre Wohnhäuser.
Noch am Anfang des 19. Jahrhunderts prägten überwiegend Wohnhäuser die Straße. An der Ecke Obernstraße/Papenstraße stand von 1882 bis 1918 das neue Bankgebäude der Sparkasse Bremen nach Plänen von Johann Georg Poppe. Das imposante Lloydgebäude im Stil der Neorenaissance, ebenfalls nach Plänen von Poppe, war von 1910 bis 1945 der Verwaltungssitz der Reederei Norddeutscher Lloyd (NDL) und das größte Gebäude in Bremen. Im Zweiten Weltkrieg wurden hier fast alle Häuser zerstört. Die Kirche wurde 1943 ausgebombt, der Turm fiel 1944 um und die Ruine wurde 1959 beseitigt.
Beim Wiederaufbau wurde die Straße durchgängig verbreitert und bildet zusammen mit der Pieperstraße eine durchgängige Nord-Süd-Verbindung für Fußgänger, die schließlich über die Heimlichenstraße zur belebten Schlachte und zur Weser führt.
An der Westseite dominierte von den 1960er Jahren bis 1986 das Hertie Waren- und Kaufhaus. Danach entstanden hier die Neubauten des Bremer Carrées sowie der Hanseatenhof.
An der Nordostseite prägte das Lloydgebäude die Straße. 1968 erwarb die Horten AG das Gebäude, ließ es 1969 abreißen, um ein neues Horten-Warenhaus mit sogenannten Hortenkacheln zu errichten. 1990 wurde die Lloyd-Passage eingeweiht. Von 1997 bis 2020 firmierte es unter dem Namen Galeria Kaufhof.
Heute befinden sich an der Straße ausschließlich Kaufhäuser und Einzelhandelsgeschäfte sowie in den Obergeschossen überwiegend Büros.
Das ehemalige Kaufhaus Galeria sollte mit dem Parkhaus-Mitte abgerissen werden für neue Bauten; Pläne die nicht realisiert wurden.

### Verkehr
Die Straße ist Teil der Fußgängerzone der Altstadt.
Die Straßenbahn Bremen tangiert die Straße mit den Straßenbahnlinien 2 (Gröpelingen – Walle – Domsheide – Sebaldsbrück) und 3 (Gröpelingen – Überseestadt – Domsheide – Weserwehr).

## Gebäude und Anlagen
Erwähnenswerte Gebäude und Anlagen
- Ostseite:
  - Obernstraße 51: Geschäfts- und Bürohaus
  - Nr. 2: Geschäfts- und Bürohaus mit Bremer Trading Kontor
  - Nr. 4: Geschäfts- und Bürohaus und Restaurant
  - Lloyd-Passage von 1990
  - Nr. 5: 1910–1969 Lloydgebäude, 1974–2020: Galeria Kaufhof mit Technikmarkt Saturn
  - Nr. 6: Hier wohnte der Astronom Friedrich Wilhelm Bessel
  - Nr. 10: ab 1833 wohnte hier der Maler August Wilhelm Wedeking
- Westseite:
  - Nr. ?: Kaufhaus C&A von nach 1980 (zuvor Am Brill Nr. 8–16)
  - Hanseatenhof mit Besselei
  - Nr 22: Geschäftshaus
  - Obernstraße 61: Geschäftshaus
- Mitte:
  - Marktpavillon aus Glas von 1996, Architekten: Stechow und Ulrich Tilgner
  - Spielplatz mit Kletterwand

Kunstobjekte, Gedenktafeln
- Skulptur Besselei von 1989 des Künstlers Jürgen Goertz

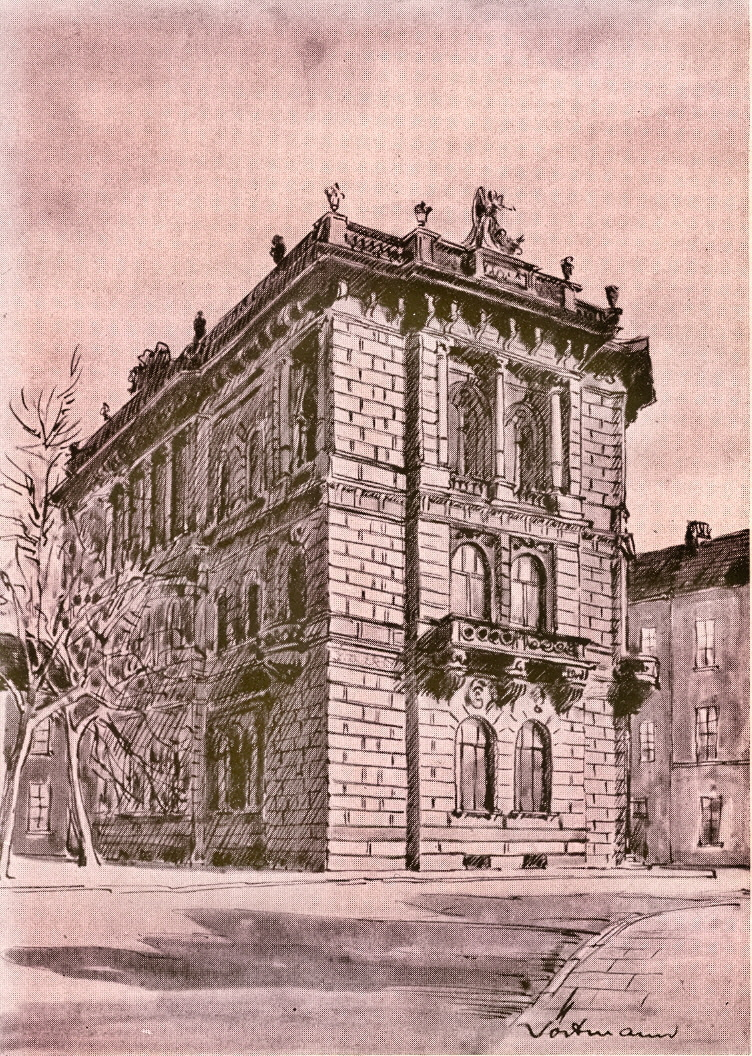
1882–1906 Sparkasse Bremen Ecke Obernstraße/Papenstraße
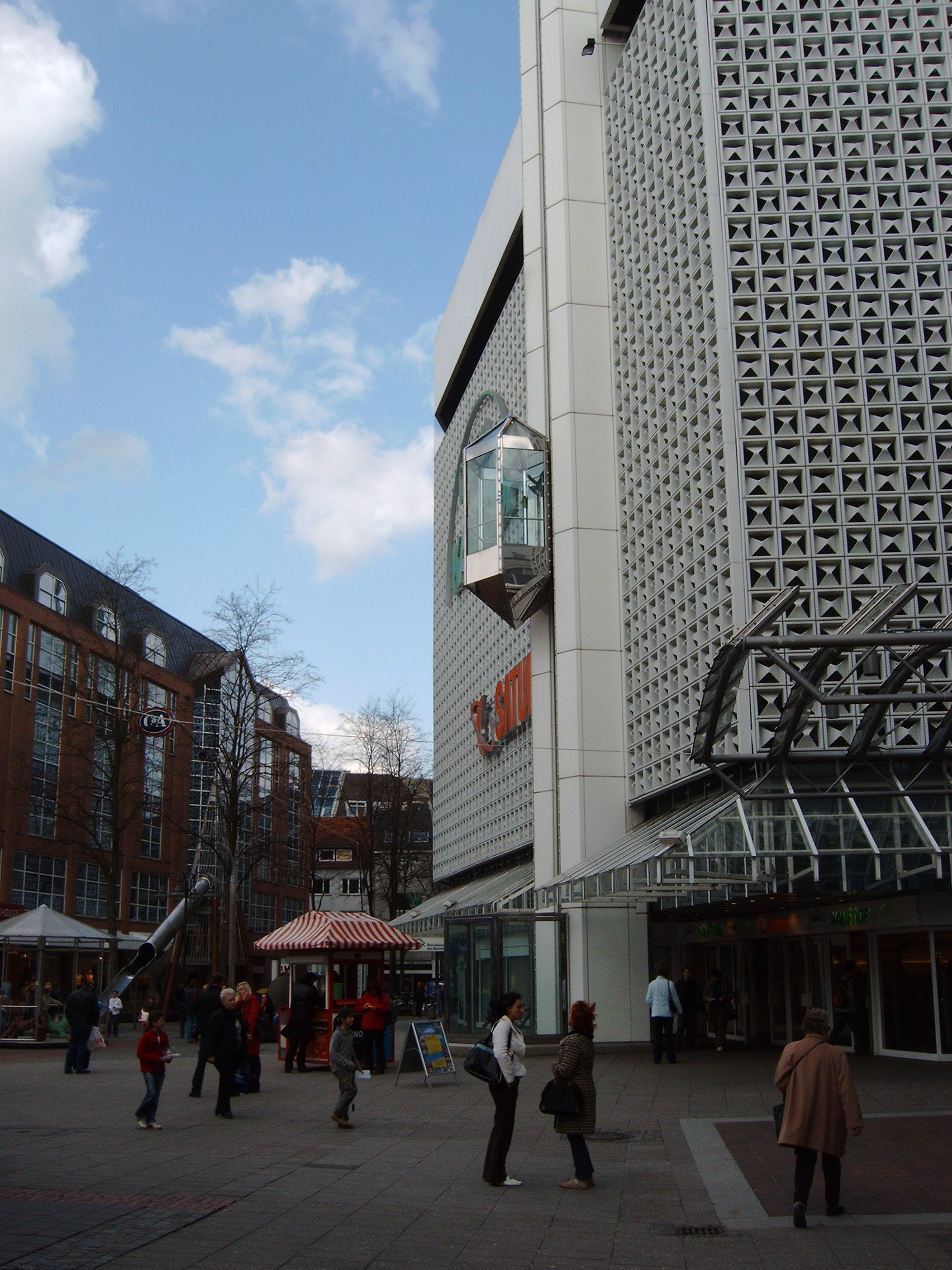
Rechts Hortenfassade, links Kaufhaus C&A
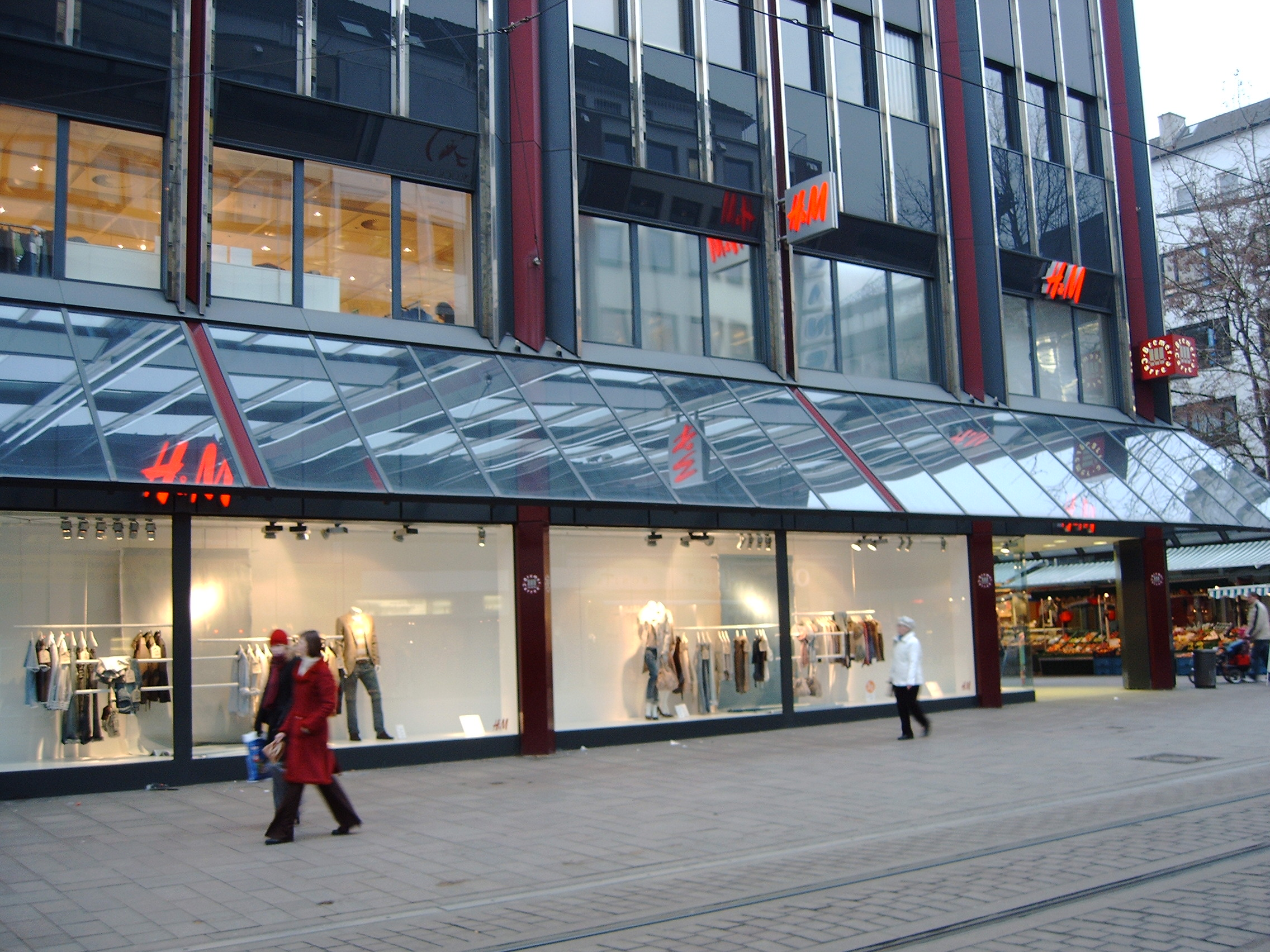
Links Obernstraße/Ecke Papenstraße
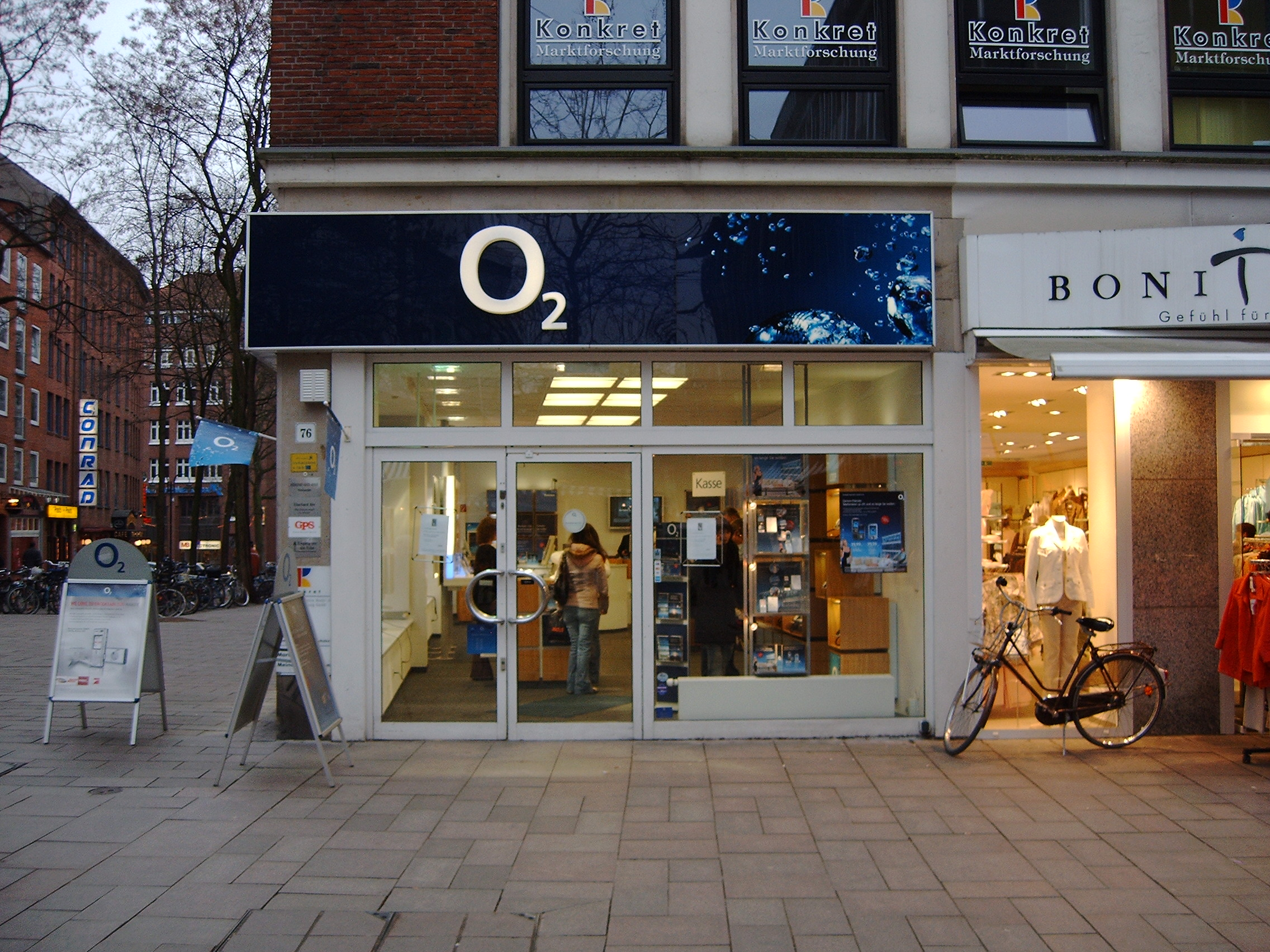
Rechts Obernstraße; Einblick in die Papenstraße